# Naukoznawstwo

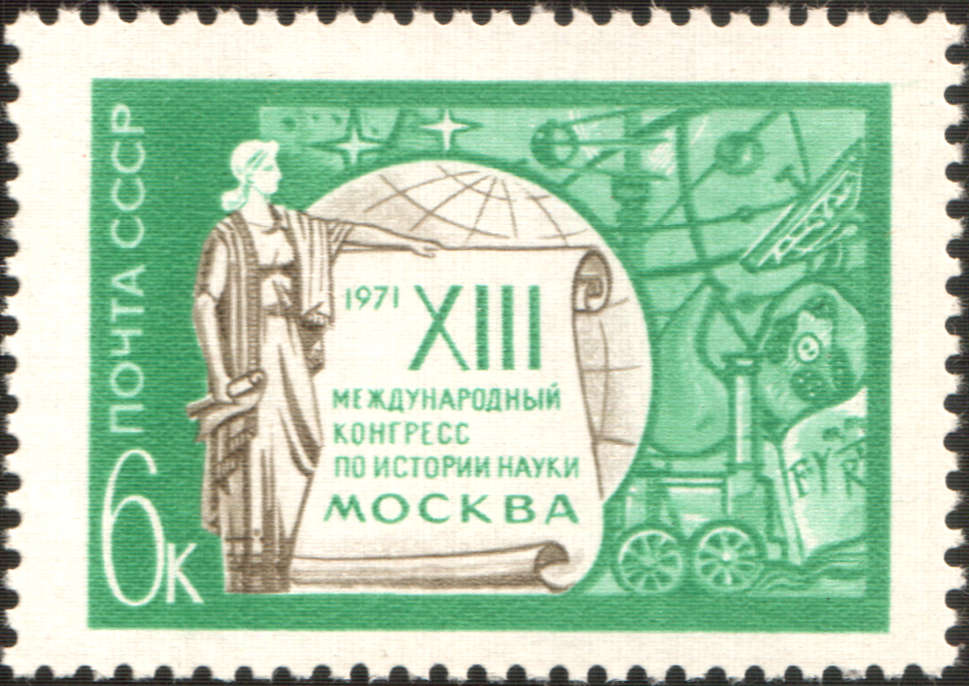
Radziecki znaczek z 1971 roku upamiętniający XIII Międzynarodowy Kongres Historii Nauki w Moskwie

Naukoznawstwo – termin rozumiany dwojako:
- szeroko: zespół nauk o nauce[1], obejmujący m.in. jej teorię, historię, metodologię i systematykę;
- wąsko: epistemologia nauki[potrzebny przypis].

Naukoznawstwo zajmuje się problematyką racjonalnego wpływania na rozwój nauk (w pożądanym kierunku) środkami społecznymi; dokładniej jest to zestaw takich badań nad naukami, jakie mają zwiększyć potencjał i efektywność w wykorzystaniu kapitału intelektualnego (ludzkiego i strukturalnego). Zadaniem naukoznawstwa jest opracowywanie rekomendacji dla ludzi, którzy w ramach rozmaitych instytucji i urzędów praktycznie zajmują się sprawami nauki i polityki naukowej w skali globalnej, międzynarodowej, krajowej, regionalnej i instytucjonalnej.
W roku akademickim 2011/2012 w Katolickim Uniwersytecie Lubelskim zostały uruchomione pierwsze w Polsce studia z zakresu naukoznawstwa.

## Problematyka
Teoretyczne nauki o nauce: humanistyczne (nauka traktowana jako fakt kulturowy), filozoficzne (nauka jako byt lub poznanie, dla którego szuka się ostatecznych racji i uwarunkowań) oraz formalne (nauka jako forma poznania).
Badania naukoznawcze: teoretyczne (1) (ukierunkowane na zrozumienie natury nauki, jej dynamiki i funkcji w kulturze i społeczeństwie) i praktyczne (2) (związane z organizacją nauki, organizacją badań i rozwoju oraz kształtowaniem polityki naukowej).
1)	Dociekania naukoznawcze opierają się na danych empirycznych, pozyskiwanych głównie dzięki sprawozdawczości naukowej oraz przetwarzanych za pomocą ogólnych metod analizy (zwłaszcza statystycznej) i metod specyficznych (jak metoda foresight). Dołączone są do nich ustalenia z zakresu prakseologii, wiedzy o organizacji i technice prowadzenia badań oraz z zakresu dokumentacji i przekazywania informacji naukowej.
2)	Polityka nauki – pojmowana praktycznie, jest zbiorem działań podejmowanych dla wzmożenia wzrostu wiedzy w ogóle lub względnego powiększenia informacji w różnych dziedzinach wiedzy. Takie działania podejmują przede wszystkim zespoły ludzi pracujących w instytucjach rządowych, w firmach prawnych i fundacjach. Głównymi zagadnieniami polityki nauki są skutki rozmaitych instytucjonalnych poczynań dla ubogacenia ‘kapitału intelektualnego’ oraz racjonalne decyzje o inwestycjach w określone projekty, a w szczególności – decyzje o podziale zasobów pieniężnych na różne kierunki badań podstawowych.

## Historia

### Okres międzywojenny 1918–1939
Sposób uprawiania naukoznawstwa w okresie międzywojennym został ukształtowany głównie przez dwa artykuły, które ukazały się na łamach Nauki Polskiej. Autorem pierwszego pt. „Przedmiot i zadania nauki o wiedzy” był  Florian Znaniecki. Autorami drugiego pt. „Nauka o nauce” byli Maria i Stanisław Ossowscy.

Oto główne myśli zawarte w tych publikacjach:
„Przedmiot i zadania nauki o wiedzy”
- Znaniecki określa naukoznawstwo (nauka o wiedzy) jako naukę pozytywną, porównawczą, uogólniającą i wyjaśniającą, która wykracza poza epistemologiczną, logiczną i historyczną refleksję.
- W naukoznawstwie wyłaniają się zagadnienia empiryczne stanowiące odrębną dziedzinę badań, niemieszczące się w żadnej z trzech powyższych. Choć nauka o wiedzy posiada zbieżne z nimi zagadnienia, zresztą podobnie jak z psychologią i socjologią poznania, to jednak rozbieżności domagają się utworzenia nowej dziedziny. Takie działanie jest wyrazem świadomości metodologicznej oraz będzie zgodne z obserwowaną, postępującą specjalizacją wiedzy, która uzasadnia powoływanie tych dyscyplin, które mają wystarczająco wyraźnie wyodrębniony przedmiot.
- Przedmiot nauki o wiedzy stanowią wartości (wytwory) poznawcze oraz trzy klasy czynności poznawczych:
  - Cz. poznawczego doświadczania,
  - Cz. poznawczej idealizacji,
  - Cz. systematyzacji poznawczej.
- Wyjaśnienie naukowe w odniesieniu do zjawisk powinno mieć charakter przyczynowy, tzn. powinno wskazywać realną zależność między faktami – w odróżnieniu od wytłumaczenia, które wskazuje na zależność idealną oraz inaczej niż wyjaśnianie filozoficzne, które wyprowadza wtórne właściwości zjawisk z ich istot.
- Schemat przyczynowy został zdefiniowany przez Znanieckiego jako ścisły związek pomiędzy określonym zespołem warunków poznawczych a określoną klasą wartości poznawczych, wytwarzanych przy ich pomocy.
- Znaniecki wskazał szereg zależności pojawiających się w trakcie działalności naukowej:
  - Zależność rozwoju dziedziny od nowych, pojawiających się (lub znikających) materiałów.
  - Zależność wyników naukowych od przyrządów technicznych.
  - Zależność wyników badań w poszczególnych dziedzinach wiedzy od wytworów poznawczych, służących jako narzędzia.
  - Zależność wyników działalności poznawczej od symboli, służących do oznaczania wartości poznawczych lub ich przedmiotów.
- Działalność poznawcza jest zdaniem Znanieckiego przyczynowo uwarunkowana przez szereg czynników:
  - Inne dziedziny działalności ludzkiej,
  - Zaangażowanie w działalność dydaktyczną,
  - Społeczeństwo,
  - Grupa społeczna.

„Nauka o nauce”
- Ossowscy wyróżnili dwa podejścia w badaniach nad nauką, gdzie nauka jest rozumiana, jako droga do poznawania świata (epistemologiczny punkt widzenia) lub jako sfera ludzkiej kultury (antropologiczny punkt widzenia – gdzie Antropologia to nauka o człowieku i jego kulturze).
- Problematyka naukoznawstwa zawiera się w następujących zagadnieniach:
  - Filozofia nauki – pojęcie nauki, prawa naukowego, hipotezy, klasyfikacja nauk, sposoby uzasadniania w nauce.
  - Psychologia nauki – rozwój psychiczny pracownika naukowego, typy badaczy, sprawa uzdolnień do uprawiania nauki.
  - Socjologia nauki – nauka a Sztuka, czy Religia; rozwój nauki, a warunki ekonomiczne, struktura społeczna, czy sposób nauczania; wpływ nauki na życie społeczne.
  - Zagadnienia praktyczno-organizacyjne (polityka nauki) – potrzeby organizacyjne nauki, polityka społeczna i państwowa w stosunku do nauki, organizacja uczelni i instytutów badawczych, popularyzacja nauki, prawodawstwo broniące własności naukowej.
  - Zagadnienia historyczne – historia pojęcia nauki, historia koncepcji badacza, historia poszczególnych dyscyplin naukowych.
- W kwestii autonomiczności nauki o nauce Ossowscy pisali, że kluczowa jest wewnętrzna spójność pomiędzy podejmowanymi zagadnieniami oraz jednolitość wykorzystywanych do ich badania metod. Zwornikiem łączącym rozważania na gruncie naukoznawstwa jest nauka (rozumiana jako zespół czynności lub wytwór). Inne przedmioty zainteresowania pozostają w określonej relacji do nauki.
- Aktualność problematyki naukoznawczej wynika z powstania kultury naukowej. Nigdy wcześniej w dziejach nauka nie miała tak dużego wpływu na naukę. Kulturę naukową charakteryzuje:
  - Dynamiczność, ciągłość zmian – podczas gdy w tradycyjnych kulturach ceniono przede wszystkim stabilizację.
  - Uniwersalność – wszelkie osiągnięcia naukowe, gdziekolwiek by się one nie dokonywały stają się częścią kultury globalnej (kultura naukowa nie ma konkurencji).
  - Możliwość przekształcania natury w dużo większym stopniu niż wcześniej. Z tego względu dostosowywanie się do natury nie jest już tak ważne.
  - Wpływ nauki na ludzki światopogląd w niespotykanym dotychczas stopniu.
- Praktyczne zastosowania badań nad nauką sprowadza się przede wszystkim do wspomnianych wcześniej zagadnień praktyczno-organizacyjnych, którymi naukoznawcy powinni się zająć. Istnieje jednak również druga grupa zastosowań, która związana jest z wykształceniem u uczonych odpowiedniego stylu myślenia o nauce, a tym samym wpływania na sposób jej uprawiania.

## Wybrane ośrodki naukoznawcze w kraju
- Archiwum Nauki Polskiej Akademii Nauk i Polskiej Akademii Umiejętności]
- Centra i ośrodki informacji naukowej
- Centra Badawczo-Rozwojowe
- Centra Transferu Technologii
- Centralna Komisja ds. Stopni i Tytułów
- Departament Badań Naukowych
- Departament Doradztwa, Oświaty Rolniczej i Nauki w Ministerstwie Rolnictwa i Rozwoju Wsi
- Departament Nauki i Szkolnictwa Wyższego w Ministerstwie Zdrowia
- Departament Nauki, Oświaty i Dziedzictwa Narodowego – Najwyższa Izba Kontroli
- Departament Strategii i Rozwoju Nauki w Ministerstwie Nauki i Szkolnictwa Wyższego
- Departament Systemów Informatycznych Nauki w Ministerstwie Nauki i Szkolnictwa Wyższego
- Federacja Stowarzyszeń Naukowo-Technicznych – NOT
- Fundacja im. Wojciecha Świętosławskiego na Rzecz Wspierania Nauki i Rozwoju Potencjału Naukowego w Polsce
- Fundacja na Rzecz Nauki Polskiej
- Instytut Historii Nauki PAN
- Komisja Nauki i Spraw Zagranicznych – Rada Główna Szkolnictwa Wyższego
- Komisja Nauki, Edukacji i Sportu – Senat Rzeczypospolitej Polskiej
- Komitet Historii Nauki i Techniki – Polska Akademia Nauk
- Komitet Narodowy do Spraw Współpracy z Komitetem Danych dla Nauki i Techniki ICSU (CODATA)
- Komitet Narodowy do Spraw Współpracy z Międzynarodową Radą Nauki (ICSU)]; Polska Akademia Nauk; Prezydium Polskiej Akademii Nauk
- Komitet Narodowy do Spraw Współpracy ze Stałym Komitetem Konferencji PUGWASH ds. Nauki i Spraw Międzynarodowych]; Polska Akademia Nauk; Prezydium Polskiej Akademii Nauk